# Autonomia uniwersytetów
Autonomia uniwersytetów – szczególnie rozumiana autonomia odnoszona do szkół wyższych, która sprowadza się do stanowienia rozległych uprawnień statutowych o charakterze samorządowym.
Podstawy autonomii uniwersytetów, zarówno te ideowe, jak i organizacyjne, zostały sformułowane w dobie Oświecenia, aczkolwiek idea autonomii sięga początków uniwersytetów średniowiecznych (w 1158 Fryderyk I Barbarossa wydał dokument Authentica habita, w którym przyznawał uniwersytetom wiele praw, m.in. wyłączenie studentów spod jurysdykcji miejskiej). Uniwersytet autonomiczny dojrzałą postać przybrał w XIX w. Autonomia uniwersytetów czerpie najwięcej z tradycji Uniwersytetu Humboldtów, zgodnie z którą państwo nie powinno ingerować w wewnętrzne sprawy uczelni i jest fundamentalną zasadą współczesnego społeczeństwa zapisaną w Magna Charta Universitatum.
Autonomia uniwersytetu początkowo odnosiła się jedynie do pewnych organów uczelni lub tylko do profesorów. Demokratyzacja podejmowania decyzji polegająca na włączeniu do tego procesu również pracowników nieposiadających tytułu profesora oraz studentów nastąpiła znacznie później.

## Rodzaje autonomii
- instytucjonalna, tzn. posiadanie przez uczelnie prawa do: uchwalenia statutu; wyboru, powoływania i odwoływania organów jednoosobowych i kolegialnych uczelni; tworzenia własnej struktury organizacyjnej; doboru nauczycieli akademickich, pracowników naukowych i administracyjnych, a także nawiązania z innymi podmiotami porozumień w celu promowania uczelni oraz rozwoju jej celów instytucjonalnych.
- dydaktyczno-naukowa, tzn. posiadanie przez uczelnie prawa do: samodzielnego określania misji, wyznaczania kierunków prowadzenia badań naukowych, ustalania programów kształcenia, określania szczegółowych zasad i trybu przyjmowania na studia, swobodnego weryfikowania wiedzy i umiejętności studentów, wydawania państwowych dyplomów ukończenia studiów oraz nadawania tytułów naukowych.
- finansowa rozumiana jako gwarancja integralności majątku uczelni. Podstawowe elementy tej autonomii to: zobowiązanie władz publicznych do zapewnienia uczelniom publicznym środków finansowych niezbędnych do wykonywania ich zadań; prawo prowadzenia działalności gospodarczej niezależnie od działalności edukacyjnej i naukowej; prawo do przenoszenia niewykorzystanych środków publicznych na kolejny rok oraz prawo do zbywania aktywów[5]. Zobowiązanie władz publicznych do zapewnienia uczelniom publicznym środków finansowych niezbędnych do wykonywania ich zadań znajdziemy w ustawie traktującej o szkolnictwie wyższym w Austrii, Belgii, Bułgarii, Estonii, Finlandii, Francji, Hiszpanii, Polsce, Portugalii, Słowenii i we Włoszech. Nie znajdziemy natomiast w ustawodawstwie Słowacji i Wielkiej Brytanii. Prawo prowadzenia działalności gospodarczej niezależnie od działalności edukacyjnej i naukowej mają uczelnie w Austrii, Belgii, Finlandii, Francji, Hiszpanii, Polsce, Portugalii, Słowenii, Słowacji i w Wielkiej Brytanii. Prawa tego nie posiadają natomiast uczelnie w Estonii i we Włoszech. Niewykorzystane środki publiczne na kolejny rok mogą przenieść uczelnie w Austrii, Belgii, Bułgarii, Estonii, Finlandii, Francji, Hiszpanii, Polsce, Portugalii, Słowacji, Wielkiej Brytanii i we Włoszech. Nie mogą natomiast uczelnie w Słowenii. W Niemczech każdy land samodzielnie określa metodę rozdziału środków publicznych w ramach bezpośredniego finansowania uczelni. Prawo do zbywania aktywów posiadają uczelnie w Belgii, Bułgarii, Estonii, Finlandii, Francji, Hiszpanii, Polsce, Portugalii, Słowenii, Słowacji, Szwajcarii i w Wielkiej Brytanii. Natomiast nie posiadają uczelnie publiczne w Austrii i we Włoszech[6].

## Rodzaje uniwersytetów ze względu na poziom autonomii
- model Kanta – państwo interweniuje jedynie w niektórych aspektach działalności uczelni,
- model Humboldta – państwo odgrywa rolę drugoplanową i nie ingeruje w wewnętrzne sprawy uniwersytetu,
- model Napoleona – państwo zachowuje pełną kontrolę nad działalnością uniwersytetów (brak autonomii),
- model brytyjski – państwo nie jest właścicielem uniwersytetów, wspiera je jedynie w ich działalności[7]